# Wauneta
Wauneta é uma vila localizada no estado americano de Nebraska, no Condado de Chase.

## Demografia
Segundo o censo americano de 2000, a sua população era de 625 habitantes.
Em 2006, foi estimada uma população de 570, um decréscimo de 55 (-8.8%).

## Geografia
De acordo com o United States Census Bureau, a localidade tem uma área de 2,0 km², sem área coberta por água.

## Localidades na vizinhança
O diagrama seguinte representa as localidades num raio de 32 km ao redor de Wauneta.